# 창원 회원현성지
창원 회원현성지(昌原 檜原縣城址)는 대한민국 경상남도 창원시 마산합포구 자산동에 있는 산성으로, 진흙과 기와를 섞어 축조한 토와혼축 방법으로 토성을 쌓은 형태를 하고 있다. 현재 폭의 3m 정도 북문지와 폭의 7m 정도 되는 동문지가 확인되었다. 역사적으로 행정상의 구실과 군사상의 구실도 겸한 유서 깊은 성지이기도 하다. 1988년 12월 23일 경상남도의 기념물 제88호로 지정되었다.

## 현지 안내문
경상남도 마산시 무학산 남쪽 기슭의 낮은 야산 계곡을 둘러 쌓고 있는 산성이다. 이곳에 서면 남서쪽으로 마산만이 한눈에 내려다 보이고, 북동쪽으로는 창원의 평야지대를 살펴볼 수 있다.
이곳 주민들은 ‘자산산성(玆山山城)’이라고 부르고 있으나, 실제로는 옛 회원현의 관아건물이 있던 곳으로 행정상의 구실과 군사상의 구실을 겸한 유서깊은 곳이다.
성벽은 야산 능선을 따라 폭 4.3m, 높이 1.7m 크기로 둘러져 있다. 주로 흙을 다져서 쌓았는데, 성벽 안팎의 끝 부분은 돌을 쌓아 마무리하였다. 성문은 북쪽의 것이 남아있으며 일반 성벽에 정사각형의 입구를 내고 안쪽에 기둥을 세워 문을 단 형태이다.
출토된 유물은 모두 기와조각인데 늦어도 고려시대에는 사용된 것으로 여겨진다.

## 참고 자료
- 창원 회원현성지 - 국가유산청 국가유산포털
- 마산지역 문화관광 - 창원시청[깨진 링크(과거 내용 찾기)]